# Dremora
Dremora é uma banda de symphonic metal oriunda de Los Angeles, Califórnia, Estados Unidos. 
Seu som é essencialmente uma mistura de symphonic metal e gothic metal, combinado com guitarras estilo thrash metal, e vocais estilo heavy metal/operístico.

## Biografia
A banda foi formada no início de 2006 em Los Angeles por Thomas Kampert que foi baterista e guitarrista da banda de Heavy Metal 'Contradiction' de Pittsburgh, Pensylvania nos anos 1990. No fim de 2006, a cantora brasileira de heavy metal/operístico Juliana Novo entra para a banda como vocalista principal. Em dezembro de 2007 a banda anuncia que Juliana decide sair da banda, embora a vocalista afirme que não foi sua decisão e que tenha sido informada de sua demissão após a divulgação no blog da banda. 

Eles lançaram seu primeiro EP chamado "Martyrs" no dia 3 de agosto de 2007. O CD é uma produção limitada em formato digipak contendo 4 músicas.

Também participaram de duas coletâneas mundiais: "A World Of Sirens", álbum duplo lançado pela Sonic Cathedral Records em cooperação com Nuclear Blast Records, Ascendance Records e outros selos independentes, e "Ferocity And Femininity", lançado pela Anthem Records NL.

## Integrantes
- Thomas Kampert - baterista e guitarrista/tecladista de estúdio

## Ex-integrantes
- Juliana Novo - vocalista (vocalista da banda Noctis Notus, baterista da banda Crucifixion BR)

## Discografia
- Martyrs (EP) - 2007
- Demo (Demo) - 2006